# Eric Johnsson
Otto Eric Johnsson, född 17 oktober 1891 i Öveds församling, Malmöhus län, död 1977, var en svensk järnvägsman och företagsledare.
Johnsson anställdes vid Norra Östergötlands Järnvägar 1906, vid Mellersta Östergötlands Järnväg 1920, var förste kontorsskrivare där 1921, blev byråassistent 1922, linjeinspektör vid Varberg–Borås–Herrljunga Järnväg 1929, trafikinspektör där 1934, var verkställande direktör och trafikchef för Östgötajärnvägarna 1936–1950 samt verkställande direktör och chef för Trafik AB Stockholm-Södra Lidingön, Lidingö Trafik AB och Lidingö Omnibus AB 1949–1961.
Johnsson var vice ordförande i Mellersta Östergötlands Trafik AB, styrelseledamot i Trafik AB Jönköping-Gränna-Ödeshög, ordförande i Hästholmens Hamn och Magasin AB, vice ordförande i Östergötlands turisttrafikförenings styrelse och arbetsutskott samt styrelseledamot i Svenska Järnvägsföreningen och Svenska järnvägarnas arbetsgivarförening.